# Perejaslavské knížectví
Perejaslavské knížectví (ukrajinsky Переяславське князівство) bylo středověké ruské knížectví Kyjevské Rusi se sídelním městem Perejaslav na řece Trubiži. Knížectví vzniklo v roce 988 de facto jako polo-nezávislé panství svěřované zpravidla do správy mladším synům vládnoucího velkoknížete Kyjevské Rusi.
Perejaslav bylo zpočátku třetím nejvýznamnějším městem Rusi po Kyjevě a Černigovu. Nacházelo se blízko brodu, u kterého velkokníže Vladimír svedl bitvu s kočovnými Pečeněhy, právě on roku 988 přidělil severní země (patřící později Perejaslavu) svému synu Jaroslavovi. Stejně si počínal i Jaroslav Moudrý, který knížectví udělil synu Vsevolodovi. Za vlády Vladimíra IV. bylo knížectví v březnu roku 1239 zcela zničeno Mongoly.